# Per Brinkemo
Per-Ingvar Bertil Brinkemo, född 22 maj 1960 i Göteborg, är en svensk barnboksförfattare, journalist, föreläsare och medarbetare i den högerprofilerade tidningen Bulletin.

## Biografi
Med boken Mellan klan och stat - somalier i Sverige som utkom 2014 förde Brinkemo in begreppet klan i samhällsdebatten om invandring och integration. Boken mötte stark kritik då flera skribenter ansåg att den spred rasistiska nidbilder av svensksomalier.  I närmare tjugo år arbetade Brinkemo för en rad olika medier som Uppdrag granskning, Dokument inifrån, Kalla fakta, Expressen, Sydsvenskan och Svenska Dagbladet. Han var under flera år engagerad i en somalisk organisation i Rosengård, Somaliland Förening, där han arbetade med integrationsfrågor. Han har dessutom arbetat i Länsstyrelsen Östergötlands Nationella Kompetensteam mot hedersrelaterat våld och förtryck. 
2018 kom boken Klanen - Individ, klan och samhälle från antikens Grekland till dagens Sverige, en antologi som han var redaktör för, tillsammans med Johan Lundberg. Brinkemo har dessutom skrivit en rad artiklar i ämnet i både artikel- och essäform för bland annat Smedjan, Dagens Samhälle och Kvartal. Han medverkade 2019 i Försvarshögskolans rapport Antagonistiska hot och dess påverkan på lokalsamhället.  

### Antologibidrag
- Sydafrika - framtidsdrömmar och verkligheter (red. Josephine Carlsson, Lunds universitet, 1991)
- Klanen – Individ, klan och samhälle från antikens Grekland till dagens Sverige (Timbro förlag, 2018). Skribenter i denna antologi är förutom redaktörerna Per Brinkemo och Johan Lundberg; Mark S. Weiner, Nathan Shachar, Lars Trägårdh, Tomas Lappalainen, Joanne M Ferraro, Jens Stilhoff Sörensen, Anosh Ghasri, Dennis Avorin, Richard Swartz och Abdi-Noor Mohamed
- Antagonistiska hot och dess påverkan på lokalsamhället, (Försvarshögskolan, 2019, redaktörer; Henrik Häggström, Hans Brun).
- Religion, migration och polisiärt arbete, (Studentlitteratur, 2020, Redaktörer; Göran Larsson, Simon Sorgenfrei, Tanja Viklund)
- Separatismen i Sverige, (Timbro förlag 2023) Redaktörer i denna antologi är Mauricio Rojas och Roberth Hannah, övriga skribenter; Juno Blom, Per Brinkemo, Sofie Löwenmark, Magnus Ranstorp och Maria Wallin.

## Priser och utmärkelser
- PJ-priset, 2016 med motiveringen: "Per Brinkemo förenar ett praktiskt socialt engagemang med djupa kunskaper om klanen som organiserande struktur i många kulturer. Genom ett engagerat upplysningsarbete utifrån dessa erfarenheter bidrar han till gynnsammare förutsättningar för mer realistisk och framgångsrik integrations- och utrikespolitik och har samtidigt fördjupat det offentliga samtalet om grunderna för vårt eget samhälle."[8][9]